# 大沢博 (総務官僚)
大沢 博（おおさわ ひろし、1967年〈昭和42年〉8月19日 - ）は、日本の自治・総務官僚。

## 来歴
岩手県九戸郡野田村出身。岩手県立盛岡第一高等学校を経て、1990年（平成2年）、東京大学法学部を卒業。同年、自治省に入省。入省後、観音寺税務署長、熊本県財政課長、自治財政局交付税課課長補佐、同局財政企画官、福井県総務部長、自治財政局交付税課長、同局財政課長、内閣官房内閣審議官（内閣官房副長官補付）兼沖縄連絡室室員兼番号制度推進室審議官兼ギャンブル等依存症対策推進本部事務局審議官、同孤独・孤立対策担当室次長、同沖縄復帰50周年記念式典準備室審議官、自治行政局公務員部長などを歴任。
2023年（令和5年）7月7日、自治財政局長に就任。
2025年（令和7年）7月1日、消防庁長官兼消防庁倫理監督官に就任。

#### リスト
1. ↑  [6][7][8][9][10][11][12][13]